# Palilula (Belgrad)
Palilula (cyr. Палилула) – dzielnica Belgradu, stolicy Serbii. Administracyjnie należy do gminy miejskiej Palilula. W 2011 roku liczyła 110 637 mieszkańców.